# Ignacio Alcocer
Ignacio Alcocer Rodríguez (Saltillo, 21 de diciembre de 1870-Ciudad de México, 2 de mayo de 1936) fue un médico nahualteco y político mexicano.

## Biografía
Nació en la avenida Hidalgo de la capital coahuilense, Saltillo. Sus padres fueron Pantaleón Alcocer Peña y Gertrudis Rodríguez Farias. Su esposa fue Carmen Carregha Vegambre.
Durante su juventud hizo estudios preparatorios en su ciudad natal, estudió medicina en La Sorbona de París. Residió también 2 años en Italia perfeccionando sus estudios de medicina y haciendo estudios de arte. Regresó a México donde recibió su título de médico de la Escuela de medicina de San Luis Potosí. Dedicó 10 años al ejercicio de su profesión en la ciudad de Saltillo. Ejerció el magisterio como profesor de Física, Química, Historia Natural, psicología y lógica en el Ateneo Fuente, siendo maestro de Vito Alessio Robles, Miguel Alessio Robles, Artemio de Valle Arizpe y Manuel Pérez Treviño (fundador y presidente del Partido Nacional Revolucionario).
Ocupó diversos puestos públicos como miembro del ayuntamiento de la ciudad de Saltillo, diputado al Congreso de la Unión, gobernador provisional de Coahuila, fue nombrado por el Senado y ministro en la Secretaría de Gobernación por Victoriano Huerta. Parte de su vida se dedicó a la investigación y al estudio de la lengua náhuatl y a las culturas precolombinas. En 1929 descubrió relieves en el bosque de Chapultepec. Escribió varios libros. En su libro Apuntes sobre la antigua México-Tenochtitlán localizó correctamente los espacios que ocuparon el Palacio de Axayácatl y la casa de Cuauhtémoc. Fue catedrático de Ateneo Fuente. 
Murió el 2 de mayo de 1936 en la pobreza debido a su actuación política durante 1913 y 1914.

## Algunas obras
- Apuntes sobre la antigua México-Tenochtitlán (1935)
- Español que se habla en México (1936)
- Las comidas de los antiguos mexicanos y Consideraciones sobre la medicina azteca, dos estudios incluidos como apéndice de Historia general de las cosas de Nueva España, por el m.p.r. fr. Bernardino de Sahagún, de la Orden de los frayles menores de la observancia, México, D.F., Robredo, 1938

- Datos: Q5787680
- Multimedia: Ignacio Alcocer / Q5787680